# Wiedźmin 3: Krew i wino
Wiedźmin 3: Krew i wino – drugi dodatek do gry komputerowej Wiedźmin 3: Dziki Gon, opracowany przez studio CD Projekt Red i wydany na platformy Microsoft Windows, PlayStation 4 i Xbox One 31 maja 2016 roku. Dodatek został wydany później także na platformy Nintendo Switch 15 października 2019 roku oraz na PlayStation 5 i Xbox Series X/S 14 grudnia 2022 roku.
Fabuła dodatku opowiada o kolejnych przygodach tytułowego Geralta z Rivii, który podróżuje do Toussaint, księstwa nietkniętego przez wojnę toczącą się w podstawowej grze, w poszukiwaniu tajemniczej bestii terroryzującej region.

## Fabuła
Akcja gry toczy się w baśniowej krainie Toussaint, jednym z nielicznych regionów w uniwersum Wiedźmina, które nie zostały dotknięte zniszczeniami wojennymi. Mimo pozornej sielankowej atmosfery, w księstwie pojawia się tajemniczy morderca, którego sposób działania sugeruje, że nie jest on człowiekiem. Geralt z Rivii, zwany Białym Wilkiem, zostaje wezwany przez księżną Annę Henriettę, aby stawić czoła zagrożeniu, z którym tylko wiedźmin jest w stanie walczyć.

## Rozgrywka
Podobnie jak wydany rok wcześniej pierwszy dodatek do gry komputerowej Wiedźmin 3: Dziki Gon, tytuł Serca z kamienia, drugi dodatek fabularny nie wprowadza znaczących zmian w mechanice rozgrywki. Rozszerzenie oferuje nową, wielowątkową historię fabularną, która dodaje około 30 godzin rozgrywki do podstawowej wersji gry. Dodatek rozszerza tytuł również o nowe zadania, lokacje, mapę czy przeciwników.

## Wydanie
7 kwietnia 2015 roku CD Projekt ogłosił dwa pakiety rozszerzeń do gry Wiedźmin 3: Dziki Gon. Pierwszym z nich był dodatek Serca z kamienia, a drugim Krew i wino, które ukazało się na rynku 31 maja 2016 roku. Później, 15 października 2019 roku, dodatek wydano wraz z Sercami z Kamienia na konsolę Nintendo Switch. 14 grudnia 2022 roku wydano wersję gry Wiedźmin 3: Dziki Gon na konsole PlayStation 5 oraz Xbox Series X/S. Tego samego dnia do sprzedaży trafiła Edycja Kompletna tytułu, zawierająca w sobie dodatki Serca z kamienia oraz Krew i wino.

## Odbiór
Dodatek otrzymał pozytywne recenzje od krytyków, a wydania na PlayStation 4, Xbox One i Windows według serwisu agregującego recenzje, Metacritic, zdobyły „powszechne uznanie”.
Gra uzyskała ocenę 9/10 od recenzentów z serwisu IGN, oraz 8/10 na od recenzentów z serwisu GameSpot.

Dodatek został nagrodzony podczas The Game Awards 2016 w kategorii Najlepsza gra RPG, oraz NAVGRT Awards 2016 w kategorii Kierownictwo artystyczne, wpływ na okres.
| Recenzje   | Recenzje            |
| Publikacja | Ocena               |
| ---------- | ------------------- |
| GameSpot   | XONE, PS4, PC: 8/10 |
| IGN        | XONE, PS4, PC: 9/10 |

| Oceny z agregatorów | Oceny z agregatorów                                                                |
| Agregator           | Ocena                                                                              |
| ------------------- | ---------------------------------------------------------------------------------- |
| Metacritic          | PC: 92/100 (z 53 recenzji) XONE: 94/100 (z 7 recenzji) PS4: 91/100 (z 27 recenzji) |

| Nagrody         | Nagrody                                        |
| Organizacja     | Nagroda                                        |
| --------------- | ---------------------------------------------- |
| NAVGRT Awards   | 2016: Kierownictwo artystyczne, wpływ na okres |
| The Game Awards | 2016: najlepsza gra RPG                        |